# Milíčovský rybník
Milíčovský rybník v Újezdu u Průhonic, dříve nazývaný také Nový rybník, je plochou největší rybník ze soustavy Milíčovských rybníků na Milíčovském potoce, do které patří ještě rybníky Kančík, Homolka, Vrah a Šáteček (nebo Šátek, v Petrovicích). Je součástí přírodní památky Milíčovský les a rybníky v přírodním parku Botič-Milíčov.

## Historie a zajímavosti
Celá milíčovská rybniční soustava vznikla už v 18. století na podmáčených loukách v lokalitě Kateřinky, kde pramení Milíčovský potok. Podle historických map měl původně Milíčovský rybník plochu asi dvakrát větší než dnes a byl v něm malý ostrůvek. V 2. polovině 20. století v souvislosti s výstavbou nedalekých sídlišť Jižní Město a Kateřinky došlo k odvodnění horní části povodí Milíčovského potoka. I v souvislosti s nedostatkem srážek v poslední době dochází k poklesu hladiny vodních ploch v celé rybniční soustavě.
Majetkem hlavního města Prahy je Milíčovský rybník teprve od roku 2016, kdy se ho podařilo odkoupit od soukromého vlastníka za necelých 7 milionů korun. Brzy poté v období listopad 2018 – květen 2019 proběhla rekonstrukce rybníka. Kromě odbahnění byla provedena oprava výpustného zařízení a celé hráze, z níž bylo odstraněno 8 vrb napadených hnilobou. Byl vybudován kašnový bezpečnostní přeliv a u severního okraje vzniká soustava tůní, které by měly podpořit výskyt obojživelníků.
Po hrázi vede cesta s cyklotrasou A 216. Na jižním konci hráze je jedno ze zastavení naučné stezky Milíčov a na blízké rovinaté ploše nedaleko rybníka je veřejně přístupný ovocný sad.

## Galerie

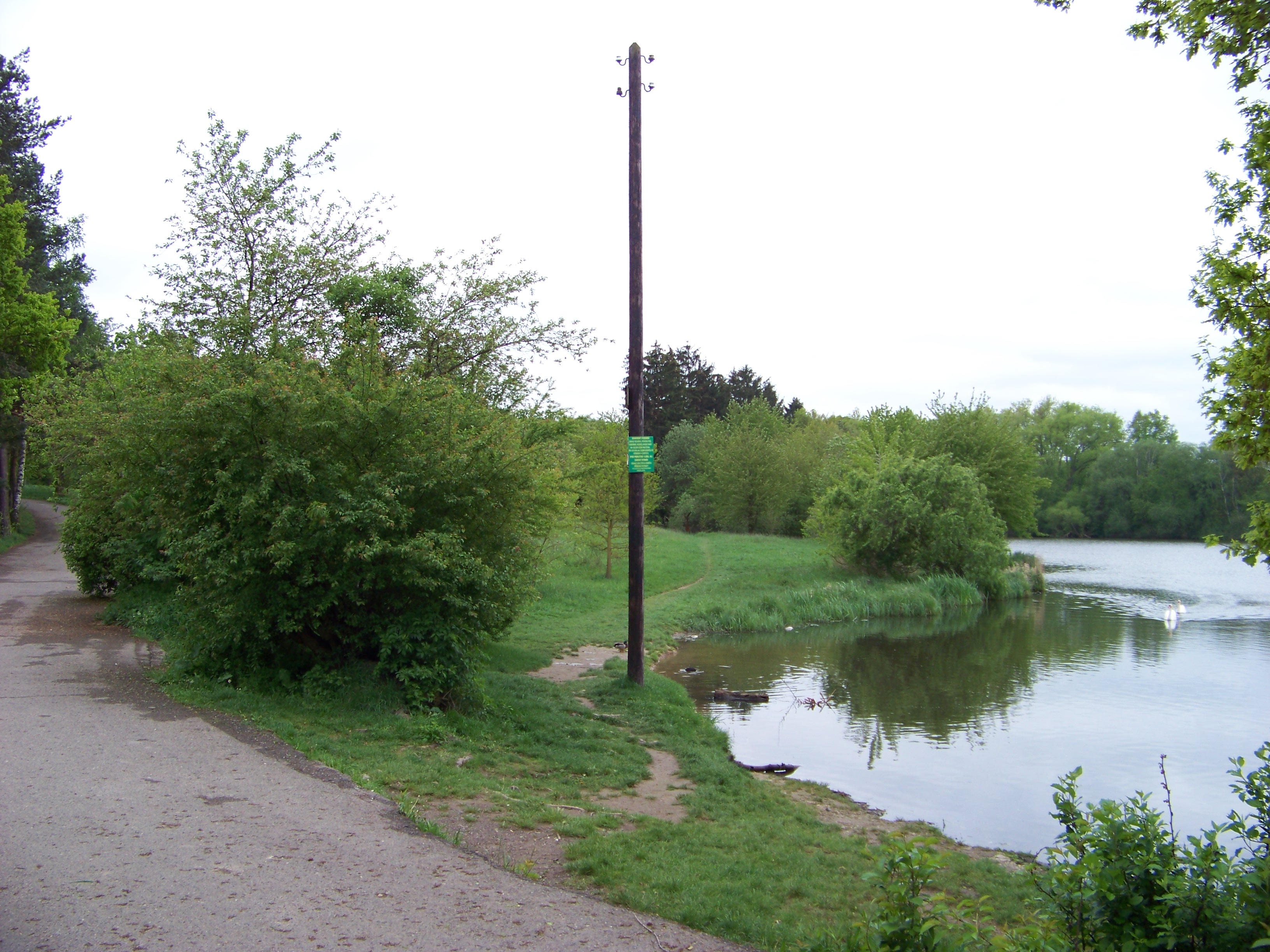
Na jihovýchodním konci hráze (2014)
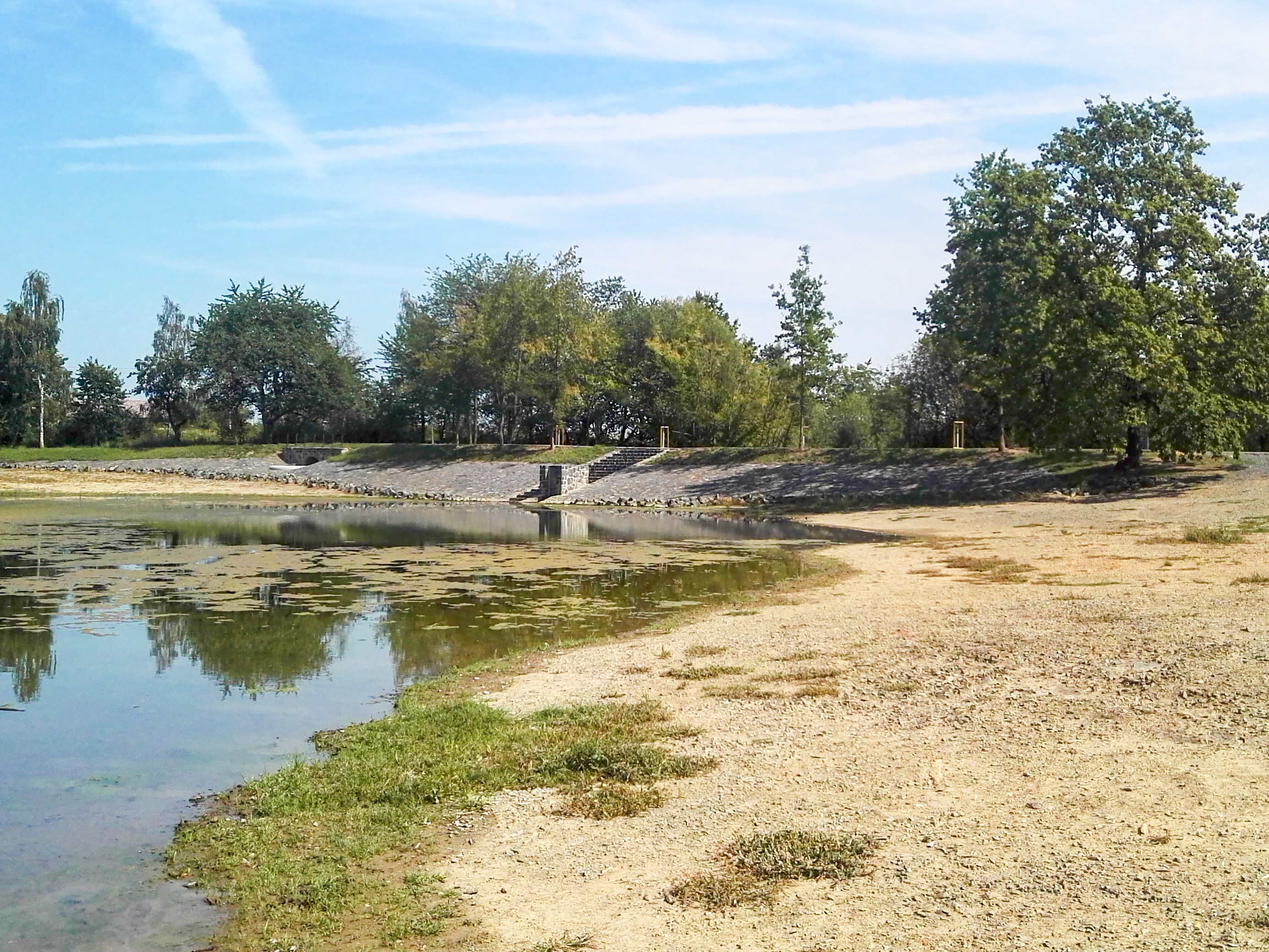
Hráz z jihovýchodního břehu po opravě 2019
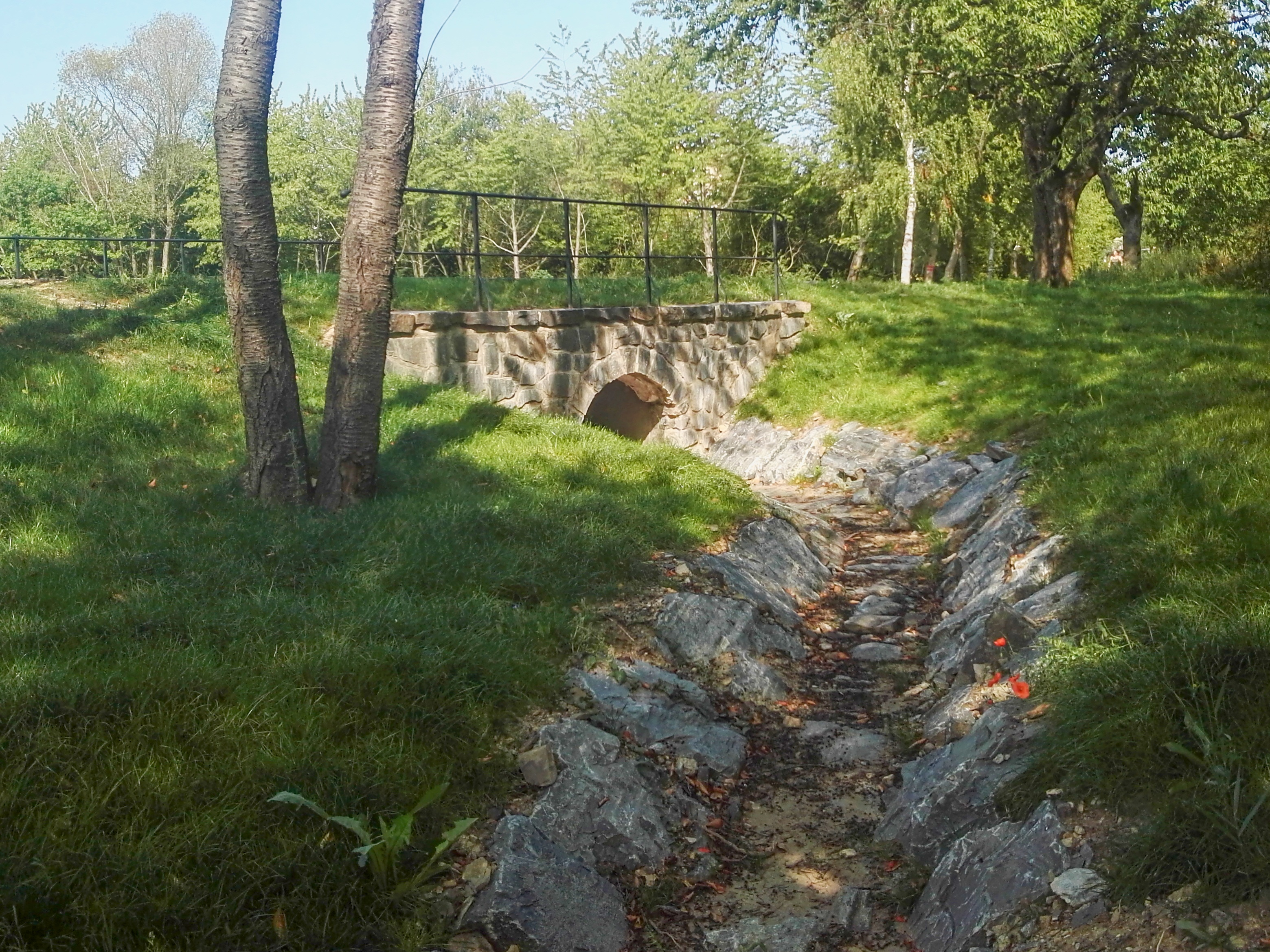
Odtok přelivu po opravě 2019
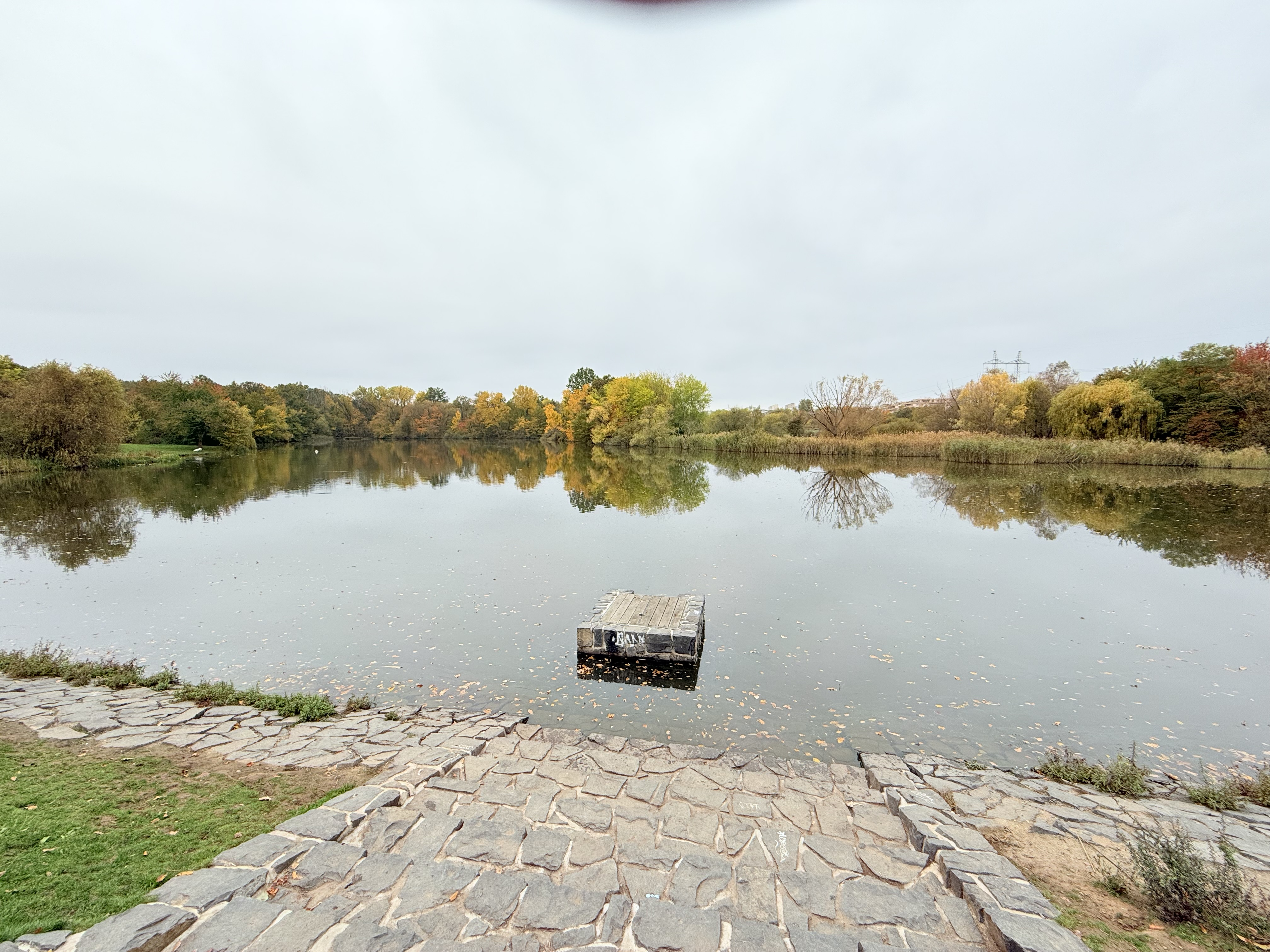
Pohled od hráze 2024
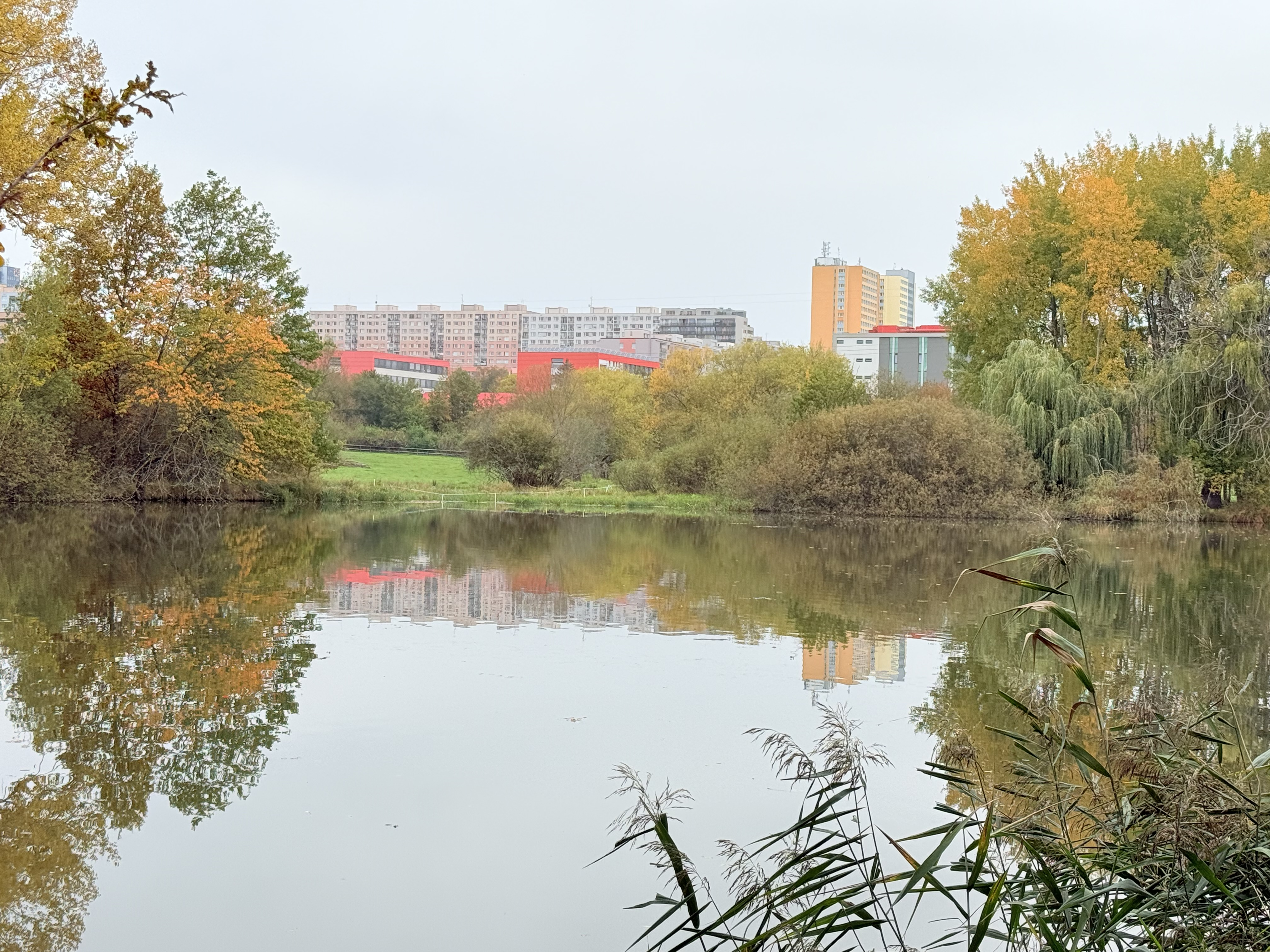
Pohled na Jižní město 2024